# (3255) Tholen
(3255) Tholen ist ein die Marsbahn streifender Asteroid des Hauptgürtels, der am 2. September 1980 vom amerikanischen Astronomen Edward L. G. Bowell an der Anderson Mesa Station (IAU-Code 688) des Lowell-Observatoriums in Coconino County entdeckt wurde.
Benannt wurde der Asteroid nach dem US-amerikanischen Astronomen und Planetologen David J. Tholen. Er arbeitet am Institute for Astronomy der University of Hawaii und ist sowohl der Mitentdecker des Asteroiden (99942) Apophis als auch der Ersteller eines Klassifikationsschemas für die Einordnung von Asteroiden anhand ihrer Spektraleigenschaften.